# Sebastián Abreu
Sebastián Abreu (Minas, 17. listopada 1976.) bivši je urugvajski nogometaš koji je igrao na poziciji napadača. 
Poznat je pod nadimkom El Loco (luđak na španjolskom). Igrao je za 32 momčadi tijekom svoje profesionalne karijere, u jedanaest zemalja, a potpisom za Audax Italiano je srušio svjetski rekord u promijenjenim klubovima.
Za Urugvajsku nogometnu reprezentaciju nastupao je više od 15 godina, nastupio je na dva Svjetska prvenstva i tri Copa América turnira.

## Nagrade

### Klub
San Lorenzo
- Argentine Primera División: 2001. Clausura

Nacional
- Uruguayan Primera División: 2001. Clausura/Uruguayo, 2003. Apertura, 2004. Apertura, 2005. Uruguayo

River Plate
- Argentine Primera División: 2008.

Botafogo
- Campeonato Carioca: 2010.

### Međunarodne
- Copa América: 2011.

## Vanjske poveznice
- Profil na La liga (šp.)
- Statistika na bdffutbol.com (engl.)
- Službena stranica (šp.)

### Ostali projekti
|  | Zajednički poslužitelj ima još gradiva o temi Sebastián Abreu |